# Pericoma bunae
Pericoma bunae är en tvåvingeart som beskrevs av Krek 1979. Pericoma bunae ingår i släktet Pericoma och familjen fjärilsmyggor. Inga underarter finns listade i Catalogue of Life.